# Mieszanka paliwowo-powietrzna
Mieszanka paliwowo-powietrzna jest to mieszanina par paliwa z powietrzem, stanowiąca czynnik termodynamiczny podlegający sprężaniu, spalaniu i rozprężaniu w cylindrze silnika spalinowego tłokowego. Dzięki tym przemianom czynnika możliwa jest produkcja energii mechanicznej w silniku spalinowym tłokowym.
Zadania urządzenia do przygotowywania mieszanki:
- doprowadzenie w odpowiedniej ilości benzyny lub innego paliwa do przepływającego strumienia powietrza zasysanego przez silnik spalinowy tłokowy,
- zapewnienie całkowitego odparowania kropel paliwa w celu uzyskania jednorodnej mieszaniny gazowej o odpowiednim stosunku ilości atomów tlenu i atomów węglowodorów podlegających spaleniu.

Mieszanka powinna mieć odpowiedni skład chemiczny, umożliwiający spalanie stechiometryczne oraz całkowite i zupełne węglowodorowych składników paliwa. Dzięki temu uzyskuje się najmniejsze stężenia toksycznych składników spalin i wysoką skuteczność działania katalizatorów spalin. Szczególnie istotny jest tu współczynnik nadmiaru powietrza, którego wartość powinna być możliwie bliska jedności.
Jeszcze do niedawna podstawowym urządzeniem do przygotowywania mieszanki paliwowo-powietrznej był gaźnik. Szybki rozwój elektroniki doprowadził do powszechnego stosowania elektronicznych układów wtryskowych, znacznie precyzyjniejszych od gaźników. Wysoka precyzja w dawkowaniu paliwa była szczególnie istotna w układach z katalizatorami. Obecnie, dzięki postępowi technologicznemu, elektroniczne układy wtryskowe są także bardziej niezawodne i tańsze od gaźników.
Mieszanka paliwowo-powietrzna powstaje w kolektorze dolotowym (wtrysk pośredni) bądź wewnątrz cylindra (wtrysk bezpośredni). Wtrysk pośredni może być jednopunktowy (przy pomocy jednego wtryskiwacza, na wlocie do kolektora ssącego, przed rozgałęzieniem kolektora na poszczególne cylindry) lub wielopunktowy (w rozgałęzieniach kolektora, przed zaworami ssącymi poszczególnych cylindrów).
Jeśli paliwem dla silnika spalinowego jest gaz sprężony (CNG) lub skroplony (LPG), to przygotowanie odpowiedniej mieszanki może być łatwiejsze, ponieważ parowanie takich paliw, mieszanie par paliwa z powietrzem i uzyskanie jednorodnej mieszaniny składników gazowych jest znacznie łatwiejsze i szybsze, niż w przypadku paliw ciekłych. Mniej precyzyjne może być natomiast dozowanie paliwa w postaci gazowej, jednak współczesna technika radzi sobie coraz lepiej i z takimi zagadnieniami.